# 吉永進一
吉永 進一（よしなが しんいち、1957年 - 2022年3月31日）は、日本の宗教学者。舞鶴工業高等専門学校人文科学部門教授。研究テーマは、19世紀アメリカ宗教思想、近代日本の心身技法と思想、日米の思想交流。ペンネームに岩本道人。

## 来歴
京都大学理学部生物学科卒業、同文学部宗教学専攻博士課程単位取得退学。京都大学在学中には、横山茂雄らとオカルト研究団体「近代ピラミッド協会」を結成して活動。
2007年に論文「原坦山の心理学的禅：その思想と歴史的影響」で人体科学会第一回湯浅泰雄賞を受賞。
2014年12月にAsian Buddhism: Plural Colonialisms and Plural Modernities - workshop #3 – Kyotoを主催（仏教伝道協会、AAR（アメリカ宗教学会）、龍谷大学BARC、京都大学人文科学研究所などの援助を受ける）。
さらに晩年は、平井金三、『新仏教（新佛教）』などの近代仏教研究に携わった。
日本宗教学会理事、宗教哲学会理事、日本近代仏教史研究会運営委員 、『Japanese Religions』誌の編集長等を歴任した。
2022年3月31日、髄膜炎のため死去。

## 著書
- 『催眠術の黎明―近代日本臨床心理の誕生』 クレス出版、2006年
- 『神智学と仏教』法藏館、2021年

### 論文
- 寄稿 「霊と熱狂 日本スピリチュアリズム史序説」『迷宮 3号』 白馬書房、1980年
- 岩本道人名義 ヘレナ・P・ブラヴァツキー関係を担当、荒俣宏 編『世界神秘学事典』 平河出版社、1981年
- 岩本道人名義 オカルト文学を担当、由良君美 監修『世界のオカルト文学幻想文学総解説』 自由国民社、1982年
- 岩本道人名義 部分担当、船戸英夫他著『世界の奇書 探索する名著』 自由国民社、1984年
  - 新版『世界の奇書 総解説』 自由国民社、1990年
- 岩本道人名義「神智学の誕生――或いは、HPBとアメリカ」[8] 近代ピラミッド協会 編集 『オカルト・ムーヴメント―近代隠秘学運動史』 創林社、1986年
- 寄稿 「ウィリアム・ジェイムズの心霊研究」 宗教哲学研究 (7) 85、1990年
- 寄稿 「心理学と有神論-ウィリアム・ジェイムズの場合」 宗教哲学研究 (10) 68、1993年
- 寄稿 「『宗教的経験の諸担』の「精神的判断」と「存在判断」」、宗教研究 68(3) 87、1994年
- 寄稿 「「電気的」身体-精妙な流体概念について」 舞鶴工業高等専門学校紀要 (31) 113 、1996年
- 寄稿 「動物磁気からサブリミナルへ-メスメリズムの思想史」 舞鶴工業高等専門学校紀要 (33) 137、1998年
- 寄稿 「呼吸法とオーラ―オカルト心身論の行方」宗教社会学の会 『神々宿りし都市―世俗都市の宗教社会学』 創元社、1999年
- 寄稿 「回心と洗脳」 長谷正当 編 『宗教の根源性と現代 第2巻』 晃洋書房、2001年
- 寄稿 「ウィリアム・ジェイムズと宗教心理学」島薗・西平編『宗教心理の探求』 東大出版会、2001年
- 寄稿 「日本の霊的思想の過去と現在」 樫尾直樹 編 『スピリチュアリティを生きる：新しい絆を求めて』 ＜せりかクリティク＞ せりか書房、2002年
- 寄稿 「チベット行きのゆっくりした船--アメリカ秘教運動における「東洋」像」 『幻想文学』(67), 108-117, 2003-07 アトリエOCTA
- 寄稿 「大拙とスウェーデンボルグ その歴史的背景」『宗教哲学研究』第22号、2005年
- 寄稿 「円盤に乗ったメシア──コンタクティたちのオカルト史」 一柳廣孝 編著 『オカルトの帝国 1970年代の日本を読む』 青弓社、2006年
- 寄稿 「原坦山の心理学的禅 : その思想と歴史的影響」『人体科学』 15(2), 5-13, 2006-10-30
- 鈴木大拙・仏教雑誌・平塚らいてうを担当、日本スウェーデンボルグ協会 編集 『スウェーデンボルグを読み解く』 春風社、2007年
- 寄稿 「明治期日本の知識人と神智学」 川村邦光 編著 『憑依の近代とポリティクス』 ＜日本学叢書1＞ 青弓社、2007年
- 寄稿 「精神の力 : 民間精神療法の思想」『人体科学』 16(1), 9-21, 2007-08-30
- 寄稿 「大川周明、ポール・リシャール、ミラ・リシャール--ある邂逅」『鶴工業高等専門学校紀要』43, 93-102, 2008-03
- 寄稿 「太霊と国家 : 太霊道における国家観の意味」『人体科学』17(1), 35-51, 2008-06-30
- 寄稿 “Theosophy and Buddhist Reformers in the Middle of the Meiji Period”, Japanese Religions、vol.34 no.2, 2009, 119-130.
- 寄稿 「大正期大本教の宗教的場--出口王仁三郎、浅野和三郎、宗教的遍歴者たち」『舞鶴工業高等専門学校紀要 』(45), 69-80, 2010-03
- 寄稿 「国際派仏教者、宇津木二秀とその時代」『舞鶴工業高等専門学校紀要』 (46), 81-95, 2011-03 中川未来、大澤広嗣と共著
- 寄稿 「ウィリアム・マクガヴァンと大乗協会」『近代仏教』 (18), 129-145, 2011-05
- 寄稿 「近代仏教史における鈴木大拙 (特集 鈴木大拙の思想)」『宗教哲学研究 = Studies in the philosophy of religion -』 (29), 11-23, 2012
- 寄稿 “After Olcott Left: Theosophy and “New Buddhists” at the Turn of the Century”Eastern Buddhist, Vol. 43, nos. 1&2, (New Series) 2012, 103-132.
- 寄稿 “Three boys on a great vehicle: ‘Mahayana Buddhism’ and a trans-national network”A Buddhist Crossroads: Pioneer Western Buddhists and Asian Networks 1860-1960 (Routledge, 2014) Edited by Brian Bocking, Phibul Choompolpaisal, Laurence Cox, Alicia M Turner
- 寄稿 “THE FIRST BUDDHIST MISSION TO THE WEST: CHARLES PFOUNDES AND THE LONDON BUDDHIST MISSION OF 1889 – 1892” Bocking Brian, Laurence Cox, Shin’ichi Yoshinagaの共著 Diskus, VOL 16, NO 3 (2014)
- 寄稿 “Suzuki Daisetsu and Swedenborg: A Historical Background”Modern Buddhism in Japan, Nanzan Institute for Religion and Culture, 2014, 112-143
- 寄稿 「松ヶ岡文庫未整理資料について(報告)」『公益財団法人松ケ岡文庫研究年報』 (29), 61-81, 2015
- 寄稿 「民間精神療法の心身=宇宙観 」鶴岡賀雄 編 『スピリチュアリティの宗教史 下巻』 ＜宗教史学論叢16＞ リトン、2012年
- 寄稿 「明治の仏教青年――新しい仏教運動への道――」『現代と親鸞』26号 親鸞仏教センター、2013年

### 共編著など
- 野村敏晴（編集）、稲生平太郎、井村宏次、岩本道人(寄稿)『別冊歴史読本・特別増刊・オカルトがなぜ悪い！』新人物往来社 1994年
  - 井村宏次,稲生平太郎,吉永進一『オカルトがなぜ悪い！』ビイング・ネット・プレス、2024年
- 編集・解説『日本人の身・心・霊』全15巻、クレス出版、2004年
- 編集 中西直樹・吉永進一編集 復刻版『海外佛教事情 The Bijou of Asia』（三人社、2015）[9]
- 研究代表 研究分担者：大澤広嗣、星野靖二、大谷栄一、安藤礼二、岡田正彦、守屋友江、高橋原、岩田真美、大澤広嗣、星野靖二 研究協力者：碧海寿広、大澤廣嗣、江島尚俊 「近代日本における知識人宗教運動の言説空間」-『新佛教』の思想史・文化史的研究」[10]
- 監修 造事務所 編集『「天使」と「悪魔」がよくわかる本 ミカエル、ルシファーからティアマト、毘沙門天まで 』 ＜PHP文庫＞、2011年
- 末木文美士、大谷栄一、林淳との共同編集 『ブッダの変貌―交錯する近代仏教』 ＜日文研叢書＞ 法藏館、2014年
- Christopher Harding、岩田文昭との共著 『Religion and Psychotherapy in Modern Japan』 Routledge、2015年
- 中西直樹との共著『仏教国際ネットワークの源流―海外宣教会(1888年~1893年)の光と影』 ＜龍谷叢書＞ 三人社、2015年
- 栗田英彦、塚田穂高との共同編集 『近現代日本の民間精神療法　不可視なエネルギーの諸相』 ＜日文研叢書＞ 法藏館、2014年
- 大谷栄一、近藤俊太郎との共同編集 『近代仏教スタディーズ　仏教からみたもうひとつの近代』 国書刊行会、2019年
- 嵩満也、碧海寿広との共同編集 『日本仏教と西洋世界』 ＜龍谷大学アジア仏教文化研究叢書＞ 法藏館、2020年
- 監修・編・解説『術と行の近代　精神療法・霊術・宗教』4巻組、クレス出版、2021年

## 翻訳
- 奥山倫明との共訳 デイヴィッド・ケイヴ 著 『エリアーデ宗教学の世界―新しいヒューマニズムへの希望』 せりか書房、1996年
- 稲生平太郎との共訳 ローレンス・ライト 『悪魔を思い出す娘たち―よみがえる性的虐待の「記憶」』 柏書房、1999年
- グスタフ・デイヴィッドスン 著 『天使辞典』 創元社、2004年